# Orthocladius hockaiensis
Orthocladius hockaiensis är en tvåvingeart som först beskrevs av Maurice Emile Marie Goetghebuer 1932.  Orthocladius hockaiensis ingår i släktet Orthocladius och familjen fjädermyggor.
Artens utbredningsområde är Belgien. Inga underarter finns listade i Catalogue of Life.